# ヘンリー・アダムズ・ベロウズ (著述家)
ヘンリー・アダムズ・ベロウズ（Henry Adams Bellows, 1885年9月22日 - 1939年12月29日）は、アメリカ合衆国の著述家、編集者。特に古代北欧の神話詩集『古エッダ』の英語訳で知られる。

## 経歴
1885年9月22日、ジョン・ベロウズ (John A. Bellows) とイザベル・ベロウズ (Isabelle (Francis) Bellows) の息子として、メイン州ポートランドに生まれる。
1906年にハーバード大学を卒業後、1909年まで同大学で助教として英語を、1910年から1912年まではミネソタ大学で修辞学を教える。またその間の1910年に博士号を取得している。博士論文の題名は『The Relations between Prose and Metrical Composition in Old Norse Literature』。
1911年6月12日にハーバード大教授チャールズ・ロバート・サンガーの娘マリー (Mary Sanger) と結婚。2児を得る。マリーの没後、1936年4月にアリス・イールズ (Alice Eels) と再婚。
1912年からは教職を辞し、ミネソタ州ミネアポリスで報道・出版関係の職に就く。1912年6月には文芸雑誌『The Bellman』の編集長に就任し、1919年まで務める。1914年6月からは雑誌『the Northwestern Miller』の編集長も兼任、1925年まで務める。その傍ら、『New York Tribune』『Boston Transcript』など多くの新聞に記事を寄せる。1921年から1923年にかけては、『The Minneapolis Daily News』で音楽批評の記事を担当する。
1925年にはラジオ局 WCCO Radio の局長に就任。1927年には、連邦通信委員会の前身である Federal Radio Commission の委員となる。その後も、全米放送事業者協会理事（1928年-1935年）、Northwestern Broadcasting 社理事（1929年-1934年）、Columbia Broadcasting System 社副社長（1930年-1934年）、General Mills 社広報部長（1936年-）などを歴任する。
1939年12月29日、54歳にして没。死因は肺癌であった。

## 著作
著作は4冊。またその他にも翻訳や多数の論文・記事・報告などを発表している。
- 『A Manual for Local Defense』（Macmillan 社, 1918年）[1]
- 『A Treatise on Riot Duty for the National Guard』（1921年）[5]
- 詩集『Highland light, and other poems』（1921年）[7]
- 『Historia Calamitatum』の翻訳（1922年）[2]
- 古エッダの翻訳『Poetic Edda』（1923年[5]）
- 『A short history of flour milling』（Miller Pub. Co., 1924年）[8]